# Inishowen

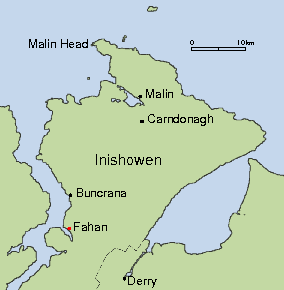
Półwysep Inishowen

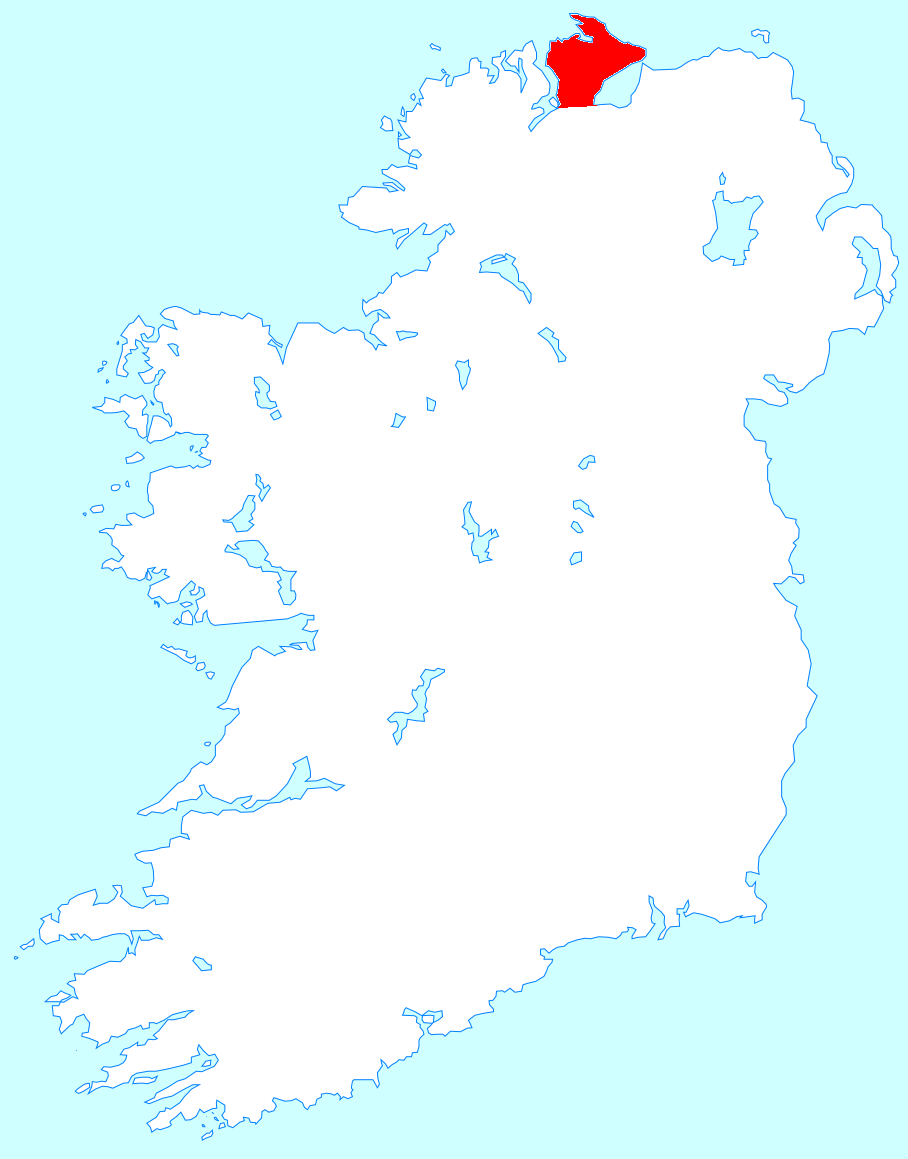
Położenie półwyspu

Inishowen (irl.: Inis Eoghain) – półwysep na Irlandii, położony w hrabstwie Donegal w Irlandii (niewielki skrawek półwyspu należy do północnoirlandzkiego hrabstwa Londonderry). Jego powierzchnia wynosi 884,33 km², co czyni go największym półwyspem na wyspie.
Półwysep został nazwany Inis Eoghain (wyspa Eoghana) po Eoghanie (Eógan mac Néill), synu Nialla (Niall Noígíallach), którego imię było również używane dla hrabstwa Tyrone (irl.: Tír Eoghain). Historycznie Inishowen zajmował też hrabstwo Derry do rzeki Foyle, łącznie z miastem Derry. Zamieszkany co najmniej od epoki brązu.

## Geografia
Półwysep ograniczony jest od północy wodami Oceanu Atlantyckiego, od wschodu zatoką Lough Foyle, a od zachodu zatoką Lough Swilly. U północnych wybrzeży znajduje się przylądek Malin Head - najdalej na północ wysunięty punkt Irlandii.
Obszar półwyspu zajmują w większości łagodne wzgórza z najwyższym szczytem Slieve Snaght (Śnieżny Szczyt) o wysokości 605 m n.p.m. Do innych ważniejszych wzniesień zaliczają się Iskaheen i Scalp Mountain w południowej części półwyspu oraz Wzgórza Urris na północnym zachodzie.
Najważniejsze miasta to Derry (w Irlandii Północnej) oraz Buncrana i Carndonagh. Inne ważniejsze miejscowości na półwyspie to Ballyliffin, Bridgend, Burt, Clonmany, Culdaff, Drumfries, Fahan, Gleneely, Greencastle, Malin, Moville, Muff i Quigley's Point.

## Zabytki
Na obszarze półwyspu zachowało się wiele zabytków, z których najstarsze sięgają czasów prehistorycznych. Do najważniejszych zaliczają się:

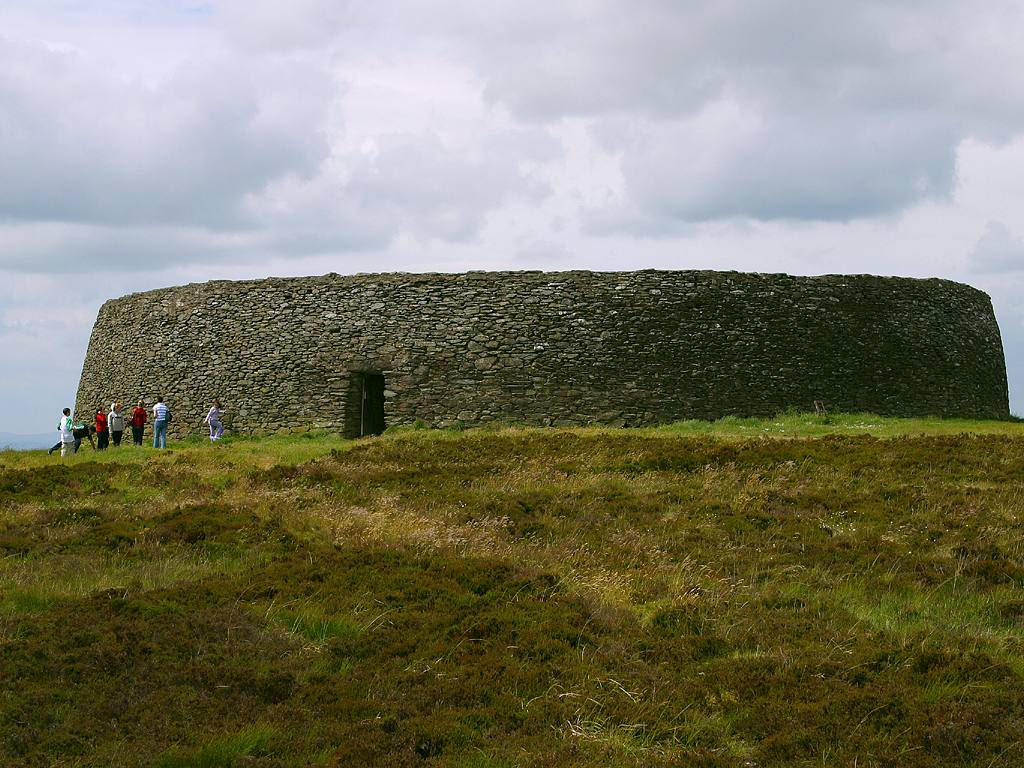
Grianan of Aileach

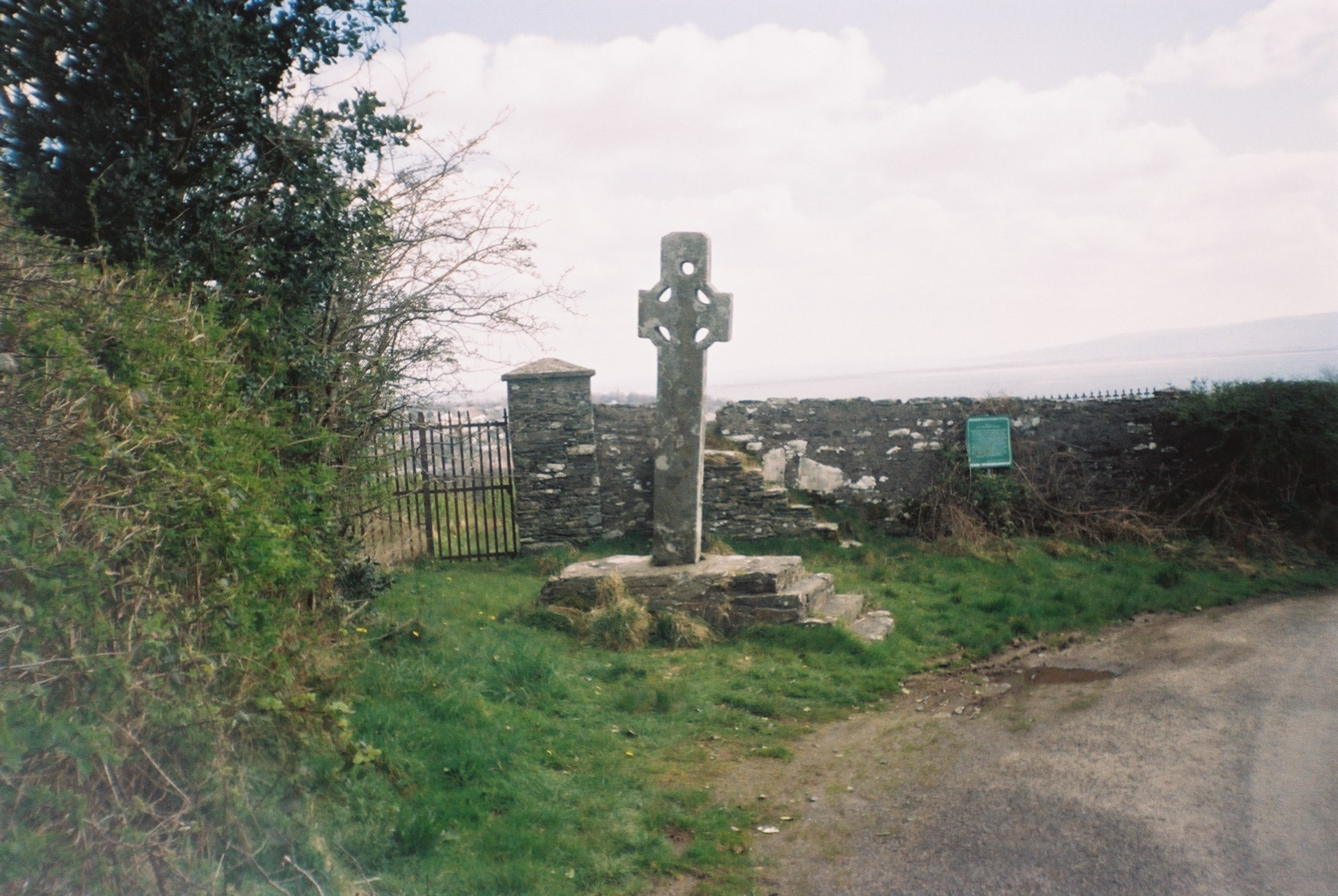
Krzyż Cooley

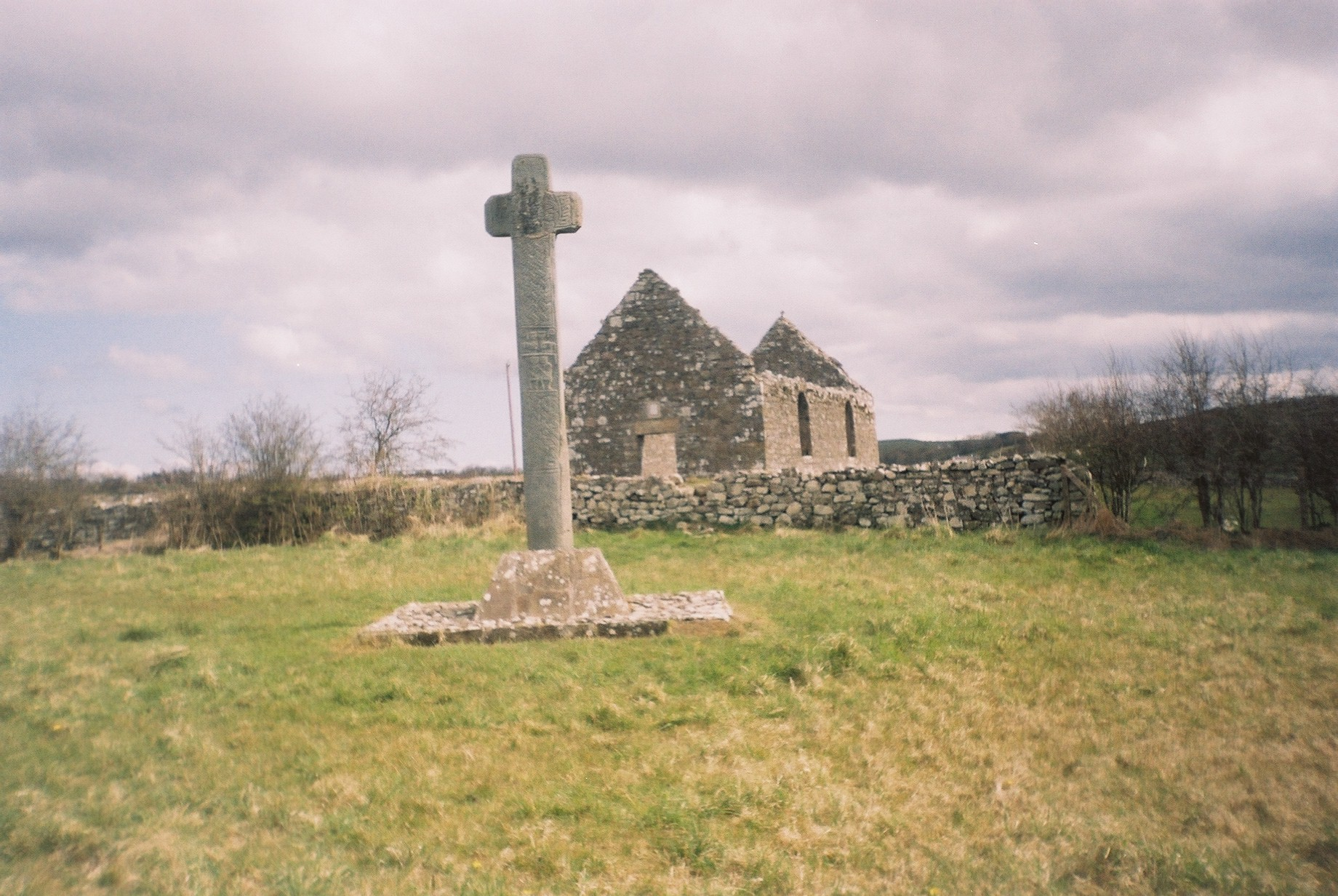
Krzyż i kościół Cloncha

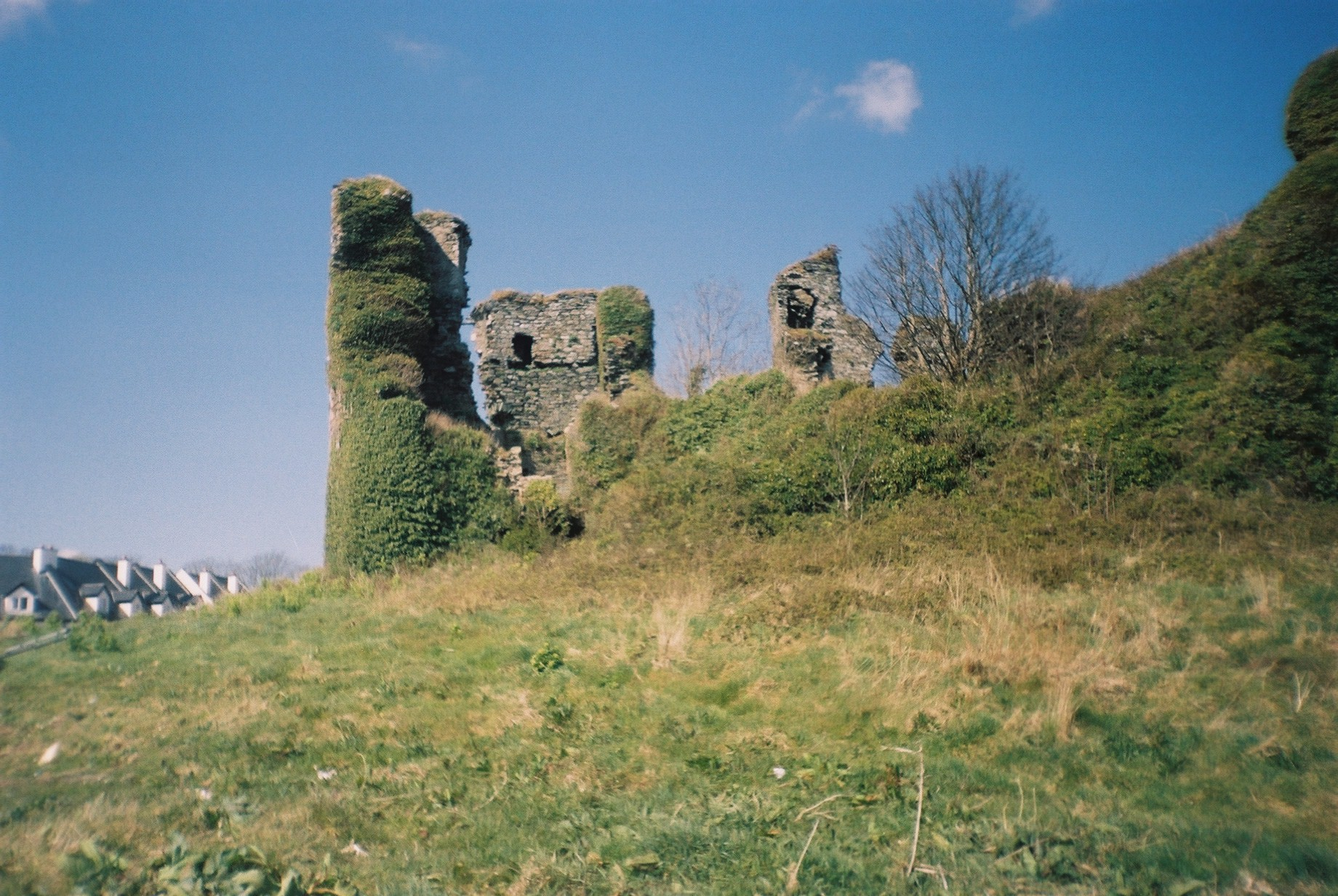
Ruiny zamku w Greecastle

- Grianan of Aileach (Grianán Ailigh) - prehistoryczna twierdza na wzgórzu ponad zatoką Lough Swilly, wzniesiona ok. 1700 roku p.n.e. i nieprzerwanie zamieszkana do XII wieku n.e. Od początku naszej ery była to siedziba wodzów irlandzkich, w 450 roku Święty Patryk ochrzcił tu Eoghana - założyciela irlandzkiego królestwa Ailech. Twierdza została zniszczona w XII wieku przez Murtaigha O'Briena, władcę Munsteru. Zrekonstruowano ją w XIX wieku.
- Ardmore Gallan - rzeźbiony kamień z epoki brązu, znajdujący się na obrzeżach miejscowości Muff. Pokryty jest wgłębieniami w kształcie kielichów.
- Krzyż Donagh - kamienny krzyż z VII wieku n.e., stojący na obrzeżach miasta Carndonagh w środkowej części półwyspu. Pokryty celtyckimi ornamentami. Przy krzyżu stoją dwie mniejsze zdobione kolumny.
- Wczesnochrześcijański Krzyż Cooley stojący na obrzeżach miasta Moville w zachodniej części Inishowen. Ma wydrążony otwór w górnym ramieniu. Prawdopodobnie został wykuty z kamienia używanego w czasach pogańskich do przypieczętowywania traktatów. Nad otworem poganie podawali sobie dłonie na znak zgody. Krzyż stoi przy starym cmentarzu, na terenie którego znajdują się ruiny zespołu klasztornego założonego przez Świętego Patryka oraz Skull House (Domu Czaszki) - pierwotnie kaplicy, później grobowca.
- Kościół w Iskaheen - ruiny kościoła, w którym pochowano niegdyś króla Eoghana.
- Krzyż Mury - kamienny krzyż z VII wieku, stojący na obrzeżach miejscowości Fahan, pamiętający czasy św. Mury. Krzyż stoi przy ruinach dawnego klasztoru.
- Krzyże Carrowmore - dwa kamienne krzyże, stojące kilka kilometrów na zachód od miasta Carndonagh są pozostałością po klasztorze św. Chonasa. Około 3 kilometrów na północ znajdują się ruiny XVI-wiecznego Kościoła Cloncha. Kościół powstał na miejscu dawnego klasztoru - niegdyś najważniejszego na Inishowen. Do naszych czasów zachowała się płyta nagrobna z X wieku. Przed zrujnowanym kościołem stoi kamienny Krzyż Cloncha. W odległości kilku kilometrów znajduje się także kamienny krąg Boca i tzw. Świątynia Deena (Temple of Deen) - prehistoryczny grobowiec galeriowy.
- Greencastle - ruiny zamku na wschodnim wybrzeżu półwyspu, wzniesionego na początku XIV wieku przez Richarda de Burgo. W 1316 roku zamek przeszedł na własność Edwarda Bruce'a, który - przybywszy ze Szkocji - ogłosił się królem Irlandii. Robert de Burgo wkrótce odzyskał posiadłość, jednak jego rodzina utraciła zamek już w 1333 roku, kiedy zamordowano wnuka pierwotnego właściciela - Williama de Burgo. W kolejnych stuleciach zamek był własnością klanu O'Dehrty, dopóki nie został zniszczony w XVI wieku przez Calvagha O'Donnella. Nigdy go już potem nie odbudowano. W pobliżu zamku znajduje się twierdza z czasów napoleońskich.
- Zamek Carrickabraghy - ruiny XVI-wiecznego zamku klanu O'Dehrty na zachodnich wybrzeżach półwyspu. Zamek stoi na Doagh Isle - dawnej wyspie, która połączyła się z lądem w wyniku namywania osadów morskich.
- Fort Dunree i Fort Neds Point zbudowane po zachodniej stronie półwyspu.